# Gulspetsad sälgsäckmal
Gulspetsad sälgsäckmal (Coleophora zelleriella) är en fjärilsart som beskrevs av Hermann von Heinemann 1854. Gulspetsad sälgsäckmal ingår i släktet Coleophora, och familjen säckmalar. Arten är reproducerande i Sverige.